# サラスリンク機構

サラスリンク機構はヒンジにより直線的な動きを実現する。

サラスリンク機構とは、1853年に数学者であるピエール・フレデリック・サラスが発明した、ガイドなしに回転運動を並行・直線運動に変換する並行・直線リンク機構である。チャールズ・ニコラス・ポーセリエが厳正直線運動を最初に発明したと広く認識されているが、サラスはそれより早く発見していた（しかし、長い間知られていなかった）。

## 詳細
図のように、水平な赤い板が平行移動する。中央にヒンジを持つ緑色の板の組が、赤い板を接続し、ヒンジの角度の変化が直線的な垂直方向の動きを生み出す。
サラスリンク機構は平面的な機構である ポーセリエ・リプキンリンク機構とは異なり、三次元的な空間機構である。自由度解析によれば、2面で構成されるサラスリンク機構の自由度は0である。

## ギャラリー

内側に折りたたむサラスリンク機構
3側面にヒンジを持つサラスリンク機構
4側面にヒンジを持つサラスリンク機構
6側面にヒンジを持つサラスリンク機構